# Frank Parker (tenisista)
Frank Andrew Parker, pierwotnie Franciszek Andrzej Pajkowski (ur. 31 stycznia 1916 w Milwaukee, zm. 24 lipca 1997 w San Diego) – amerykański tenisista pochodzenia polskiego, zwycięzca mistrzostw USA i mistrzostw Francji w grze pojedynczej, zdobywca Pucharu Davisa.

## Kariera tenisowa
Syn polskich emigrantów, pierwsze związki z tenisem nawiązał jako chłopiec do podawania piłek w klubie w Milwaukee, w którym następnie trenował od 11. roku życia. Odniósł kilka zwycięstw w mistrzostwach USA w kategoriach juniorskich. Dla ułatwienia dalszej kariery przybrał nazwisko amerykańskie. Praworęczny, w odróżnieniu od kilku współczesnych sobie rywali nie dysponował potężnymi, kończącymi uderzeniami. Wypracował sobie natomiast eleganckie, regularne zagrania z głębi kortu, szczególnie po stronie bekhendowej. Ten styl gry umożliwiał mu sukcesy na kortach ziemnych, ale wygrywał także na trawie.
W 1933 awansował do pierwszej dziesiątki rankingu amerykańskiego (sklasyfikowany na 8. miejscu). Pozostawał w niej przez siedemnaście lat do 1949, co stanowiło rekord poprawiony dopiero w 1988 przez Jimmy’ego Connorsa. W mistrzostwach USA Parker debiutował w 1932, dochodząc do III rundy, w której uległ 1:6, 4:6, 6:4, 2:6 rozstawionemu z czwórką George’owi Lottowi. Wygrał turniej w swoim trzynastym podejściu w 1944, kiedy jako sierżant armii amerykańskiej w okresie II wojny światowej przebywał na urlopie. Ponownie w czasie przerwy w odbywaniu służby wojskowej obronił tytuł w 1945. W obu finałach jego przeciwnikiem był Bill Talbert. Szansę na trzecie z rzędu zwycięstwo zamknęła Parkerowi ćwierćfinałowa porażka z Tomem Brownem w 1946 (3:6, 4:6, 8:6, 6:3, 1:6). Rok później Parker jeszcze raz doszedł do finału mistrzostw USA, ale tym razem, chociaż prowadził już 2:0 w setach, uległ Jackowi Kramerowi. W 1949 uległ w półfinale 6:3, 7:9, 3:6, 2:6 Pancho Gonzálezowi.
Mniej szczęśliwa niż trawa Forest Hills była dla Parkera trawa wimbledońska, gdzie jedynie raz – w 1937 – osiągnął półfinał singla (pokonał m.in. Niemca Hennera Henkela, odpadł z Donem Budge’em). Skuteczniej grał na paryskiej mączce kortów im. Rolanda Garrosa – wygrał międzynarodowe mistrzostwa Francji w 1948 (w finale z Jaroslavem Drobným) i w 1949 (w finale z Budge’em Pattym). Był trzecim amerykańskim triumfatorem tego turnieju w krótkim czasie, po Donie Budge i Donie McNeillu. Parker wygrywał również mistrzostwa USA na kortach ziemnych, łącznie pięć razy. Po raz pierwszy triumfował w tej imprezie w 1933, ponownie w 1939, w finale w 1941 pokonał Bobby’ego Riggsa 6:3, 7:5, 6:8, 4:6, 6:3, w 1946 Billa Talberta 6:4, 6:4, 6:2, w 1947 Teda Schroedera 8:6, 6:2, 6:4. Serię 24 z rzędu wygranych meczów w mistrzostwach USA na kortach ziemnych przerwał Parkerowi Pancho Gonzalez w finale w 1949 (1:6, 6:3, 6:8, 3:6).
Frank Parker z powodzeniem występował też w grze podwójnej. Już w 1933 był w finale mistrzostw USA, partnerując Frankowi Shieldsowi, ale musiał uznać wyższość George Lotta i Lesa Stoefena 13:11, 7:9, 7:9, 3:6. Piętnaście lat później Parker, w parze z Tedem Schroederem, przegrał wyrównany finał mistrzostw USA z parą Bill Talbert-Gardnar Mulloy 6:1, 7:9, 3:6, 6:3, 7:9. Tytuł deblowego mistrza USA zdobył w 1943 z Jackiem Kramerem. Bardzo udana okazała się współpraca deblowa Parkera z Gonzalezem na europejskich turniejach wielkoszlemowych w 1949. Amerykanie wygrali zarówno mistrzostwa Francji, jak i Wimbledon. Ponadto Parker zdobył dwa deblowe tytuły mistrzowskie w kraju – w 1937 w hali (z Gregiem Manginem), w 1939 na kortach ziemnych (z Gene’em Mako).
W latach triumfów singlowych w mistrzostwach USA – 1944 i 1945 – Parker znajdował się na czele rankingu amerykańskiego. Między 1937 a 1949 sześć razy znalazł się w dziesiątce nieoficjalnego rankingu światowego, w tym na pozycji lidera w 1948 (w okresie II wojny światowej rankingu nie prowadzono). Był jednym z łączników okres u przedwojennego i powojennego w amerykańskiej reprezentacji w Pucharze Davisa. Debiutował w 1937 i wystąpił w finale przeciwko broniącym trofeum Brytyjczykom, przegrywając z Bunnym Austinem i pokonując Charlesa Hare. Dwa punkty singlowe Dona Budge oraz punkt debla Budge-Mako przesądził o zwycięstwie Amerykanów 4:1. Tym samym rok później występ ekipy USA ograniczył się do finału w obronie trofeum, w którym dla Parkera zabrakło miejsca – w singlu grali Budge i Bobby Riggs, w deblu ponownie Budge i Mako, a Puchar pozostał w rękach Amerykanów. W 1939 nie było już Budge, który został tenisistą profesjonalnym, co otworzyło szansę dla Parkera. Wygrał on wprawdzie w pierwszym dniu finału przeciwko Australii z Adrianem Quistem, ale decydujący piąty mecz przegrał z Johnem Bromwichem.
Parker powrócił do ekipy pucharowej w 1946, ale grał jedynie w rundach eliminacyjnych z Filipinami, Meksykiem i Szwecją, pokonując m.in. Torstena Johanssona i Lennarta Bergelina. W finale, ponownie z Australijczykami, ale tym razem zwycięskim dla USA, w grze pojedynczej w ekipie amerykańskiej wystąpili Kramer i Schroeder. Ten sam zespół skutecznie bronił trofeum w 1947. Parker wystąpił ponownie w finale w 1948 i po raz drugi przyczynił się do zwycięstwa, zdobywając w finale, znów z Australią, dwa punkty singlowe. Łącznie rozegrał w Pucharze Davisa czternaście singlowych pojedynków, z których wygrał dwanaście (w deblu nie grał).
Po porażce w półfinale mistrzostw USA w 1949 Frank Parker został tenisistą profesjonalnym. Występował w meczach pokazowych z Pancho Gonzalezem, Jackiem Kramerem, Pancho Segurą, ale nie odgrywając pierwszoplanowej roli. Po 1952 skoncentrował się na pracy zawodowej w biznesie, był m.in. dyrektorem sprzedaży fabryki opakowań papierowych w Chicago. Grywał też nadal w tenisa, by w 1968 w wieku 52 lat zapisać się w historii jako najstarszy uczestnik mistrzostw USA, już pod nazwą US Open. Jak sam wspominał, chciał symbolicznie wziąć udział w rozgrywkach nowej epoki tenisa, ery „open”. Wprawdzie swój dwudziesty występ w turnieju zakończył już na I rundzie, ale przegrał z godnym rywalem – pokonał go 6:3, 6:2, 6:2 Arthur Ashe, który dwa tygodnie później odniósł swoje pierwsze wielkoszlemowe zwycięstwo.
W 1973 przeszedł poważną operację kręgosłupa. Powrócił jeszcze do tenisa, biorąc udział w meczach pokazowych. W latach 80. był dyrektorem centrum sportowego w Chicago. W 1966 został wpisany do Międzynarodowej Tenisowej Galerii Sławy.

## Osiągnięcia w turniejachwielkoszlemowych
- mistrzostwa Francji
  - gra pojedyncza – wygrane 1948, 1949
  - gra podwójna – wygrana 1949 (z Pancho Gonzálezem)
- Wimbledon
  - gra podwójna – wygrana 1949 (z Pancho Gonzalezem)
- mistrzostwa USA
  - gra pojedyncza – wygrane 1944, 1945, finał 1947
  - gra podwójna – wygrana 1943 (z Jackiem Kramerem), finały 1933 (z Frankiem Shieldsem), 1948 (z Tedem Schroederem)

## Finały singlowe w turniejach wielkoszlemowych
- mistrzostwa USA 1942 – 6:8, 5:7, 6:3, 6:4, 2:6 z Tedem Schroederem
- mistrzostwa USA 1944 – 6:4, 3:6, 6:3, 6:3 z Billem Talbertem
- mistrzostwa USA 1945 – 14:12, 6:1, 6:2 z Billem Talbertem
- mistrzostwa USA 1947 – 6:4, 6:2, 1:6, 0:6, 3:6 z Jackiem Kramerem
- mistrzostwa Francji 1948 – 6:4, 7:5, 5:7, 8:6 z Jaroslavem Drobným
- mistrzostwa Francji 1949 – 6:3, 1:6, 6:1, 6:4 z Budge’em Pattym